# O miłości i wolności
O miłości i wolności – piąty studyjny album zespołu Kobranocka wydany 24 kwietnia 2001 roku nakładem wytwórni Koch International Poland.
Muzyka i słowa: KOBRANOCKA, oprócz (17) – słowa Alicja Kuczyńska, muzyka - Kobra. Produkcja muzyczna: Kobranocka i Maciej Bogusławski. Realizacja dźwięku: Mirosław Worobiej. Mix: Maciej Bogusławski. Mastering: Grzegorz Piwkowski. Foto: Mańka Niestryjewska, Mathias Kukielski, Tomek Rzepiński, Filip Kopcewicz, Kobra, Woytek Pumex Budny, Zbyszek Cołbecki. Projekt: Jan Jajco Lewandowski, Andrzej Korba Kraiński, Grzegorz Kopcewicz.

## Lista utworów
źródło:.
1. „O miłości i wolności” – 4:41
2. „Nieznajomy ktoś” – 4:41
3. „Boję się (krótka piosenka o odwadze)” – 1:28
4. „Raz, jeszcze raz” – 4:27
5. „Ze łzami spłyń” – 4:05
6. „Ko-menda-nt” – 2:27
7. „Chroma Europa” – 2:56
8. „Bunt i gniew” – 4:03
9. „Ludzie porządni” – 2:17
10. „Niepowieszonym” – 3:35
11. „Więcej niż dobrej woli” – 4:20
12. „Wewnątrz mnie” – 4:00
13. „Miłość to tylko pieniądze” – 3:58
14. „Miłość znad łąk” – 4:53
15. „W okamgnieniu” – 3:25
16. „Dwie monety” – 3:41
17. „Fantastyczne sny” – 6:07

## Muzycy
źródło:.
- Andrzej Kraiński – gitara, śpiew
- Jacek Bryndal – gitara basowa, instrumenty klawiszowe, śpiew
- Piotr Wysocki – perkusja, śpiew

gościnnie
- Ewelina Flinta – śpiew
- Iwona Kwiatkowska – śpiew
- Maciej Bogusławski – przeszkadzajki
- Bogdan Hołownia – instrumenty klawiszowe
- Jacek Niestryjewski – gitara
- Tomasz Pierzchalski – saksofon
- Grzegorz Rytka – saksofon
- Kwartet A`Vista w składzie:
  - Roman Szczęch – obój
  - Zbigniew Szczęch – altówka
  - Filip Wroniszewski – altówka
  - Marek Wroniszewski – fagot